# Challenger de Nueva Delhi 2014
El torneo ONGC–GAIL Delhi Open 2014, fue un torneo profesional de tenis. Perteneció al ATP Challenger Tour 2014. Se disputó su 1ª edición sobre superficie dura, en Nueva Delhi, India entre el 17 y el 23 de febrero de 2014.

## Jugadores participantes del cuadro de individuales
| Favorito | País                  | Jugador              | Rank1 | Posición en el torneo |
| -------- | --------------------- | -------------------- | ----- | --------------------- |
| 1        | Bandera de Kazajistán | Aleksandr Nedovyesov | 93    | FINAL                 |
| 2        | Bandera de la India   | Somdev Devvarman     | 100   | CAMPEÓN               |
| 3        | Bandera de Alemania   | Peter Gojowczyk      | 104   | Primera ronda         |
| 4        | Bandera de Rusia      | Yevgueni Donskoi     | 127   | Semifinales           |
| 5        | Bandera de Japón      | Go Soeda             | 143   | Primera ronda         |
| 6        | Bandera de la India   | Yuki Bhambri         | 145   | Primera ronda         |
| 7        | Bandera de Eslovenia  | Blaž Rola            | 154   | Segunda ronda         |
| 8        | Bandera de Ucrania    | Illya Marchenko      | 158   | Cuartos de final      |

| Posición en el torneo   |
| ----------------------- |
| Primera y segunda ronda |
| Cuartos de final        |
| Semifinales             |
| FINAL                   |
| CAMPEÓN                 |

- 1 Se ha tomado en cuenta el ranking del 3 de febrero de 2014.

### Otros participantes
Los siguientes jugadores recibieron una invitación (wild card), por lo tanto ingresan directamente al cuadro principal (WC):
- Saketh Myneni
- Karunuday Singh
- Ramkumar Ramanathan
- Sanam Singh

Los siguientes jugadores ingresan al cuadro principal tras disputar el cuadro clasificatorio (Q):
- Axel Michon
- Rui Machado
- Daniel Cox
- Chen Ti

Los siguientes jugadores ingresan al cuadro principal como exención especial (SE):
- Ilija Bozoljac

## Jugadores participantes en el cuadro de dobles

### Cabezas de serie
| Favorito | País                 | Jugador            | País                     | Jugador              | Rank1 | Posición en el torneo |
| -------- | -------------------- | ------------------ | ------------------------ | -------------------- | ----- | --------------------- |
| 1        | Bandera de la India  | Purav Raja         | Bandera de la India      | Divij Sharan         | 138   | Primera ronda         |
| 2        | Bandera de Tailandia | Sanchai Ratiwatana | Bandera de Tailandia     | Sonchat Ratiwatana   | 208   | FINAL                 |
| 3        | Bandera de la India  | Yuki Bhambri       | Bandera de Nueva Zelanda | Michael Venus        | 235   | Cuartos de final      |
| 4        | Bandera de España    | Adrián Menéndez    | Bandera de Kazajistán    | Aleksandr Nedovyesov | 292   | Semifinales           |

- 1 Se ha tomado en cuenta el ranking del 3 de febrero de 2014.

## Campeones

### Individual Masculino
- Somdev Devvarman derrotó en la final a  Aleksandr Nedovyesov, 6–3, 6–1

### Dobles Masculino
- Saketh Myneni /  Sanam Singh derrotaron en la final a   Sanchai Ratiwatana /  Sonchat Ratiwatana, 7–65, 6–4

- Datos: Q15731874